# Las Amarillas
Las Amarillas är en ort i Mexiko.   Den ligger i kommunen Ojuelos de Jalisco och delstaten Jalisco, i den centrala delen av landet, 400 km nordväst om huvudstaden Mexico City. Las Amarillas ligger 2 207 meter över havet och antalet invånare är 246.
Terrängen runt Las Amarillas är varierad. Runt Las Amarillas är det glesbefolkat, med 18 invånare per kvadratkilometer. Närmaste större samhälle är Ocampo, 19,2 km öster om Las Amarillas. Trakten runt Las Amarillas består i huvudsak av gräsmarker.